# Djuptjärnen (Revsunds socken, Jämtland)
Djuptjärnen är en sjö i Bräcke kommun i Jämtland och ingår i Ljungans huvudavrinningsområde.